# Elements (EP)
Elements è il primo EP della cantante sudafricana Elaine, pubblicato il 29 settembre 2019 dalla Columbia.
Il progetto, candidato nella categoria di album R&B/soul dell'anno nell'ambito del South African Music Award, ha reso Elaine l'artista femminile di nazionalità sudafricana di maggior successo su Spotify a livello nazionale nel corso del 2020.

## Promozione
L'EP è stato trainato dal singolo I Just Wanna Know, divulgato ad agosto 2019 e certificato platino dalla Recording Industry of South Africa con oltre 20 000 unità totalizzate in Sudafrica, mentre le tracce You're the One e Risky sono state entrambe supportate dall'uscita del loro relativo video musicale. Quattro album track su sette hanno raggiunto il multiplatino dalla RiSA per aver venduto oltre 240 000 unità combinate in totale. I/You ha invece conquistato una certificazione di doppio platino, mentre i restanti brani sono stati idonei per il platino.

## Tracce
Testi di Elaine Mukheli, musiche di Elyzee Ilunga Mubikay, eccetto dove indicato.
1. Say It – 2:42
2. When We're Alone – 2:32
3. I/You – 3:17 (musica: Charles Nkateko Shilowa)
4. You're the One – 3:20 (musica: Charles Nkateko Shilowa)
5. Changes – 3:26
6. I Just Wanna Know – 3:14
7. Risky – 3:02 (musica: Charles Nkateko Shilowa)

## Formazione
- Elaine – voce
- Elizée – produzione, mastering, missaggio, registrazione (eccetto tracce 3, 4 e 7)
- Clxrity – produzione, mastering, missaggio, registrazione (tracce 3, 4 e 7)